# 绒毛山梅花
绒毛山梅花（学名：Philadelphus tomentosus）为虎耳草科山梅花属下的一个种。

## 扩展阅读
- 維基物種上的相關：绒毛山梅花